# Gustaf Estlander
Axel Gustaf Estlander  (né le 18 septembre 1876 à Helsinki – mort le 1er décembre 1930 à Stockholm) est un architecte finlandais connu pour ses bâtiments de style Jugend.

## Ouvrages principaux
| Noms               | Quartier    | Section    | Adresse                                | Bâti en | Réf.   |
| ------------------ | ----------- | ---------- | -------------------------------------- | ------- | ------ |
| Immeuble Wendt     | Siltasaari  |            | Siltasaarenkatu 16–18                  | 1903    | [ 2 ]  |
| Elisabeth          | Kruununhaka | Poro       | Meritullinkatu 19 – Maneesinkatu 1–3   | 1903    | [ 3 ]  |
|                    | Kruununhaka | Näätä      | Mariankatu 19                          | 1904    | [ 4 ]  |
|                    | Kruununhaka | Maamyyrä   | Rauhankatu 11 – Mariankatu 16          | 1911    | [ 5 ]  |
| Elisabeth          | Kruununhaka | Poro       | Maneesikatu 1–3 – Maurinkatu 2         | 1903    | [ 6 ]  |
| Sopusointu         | Kruununhaka | Villisika  | Vironkatu 9                            | 1915    | [ 7 ]  |
|                    | Kruununhaka | Metsäsika  | Kirkkokatu 14                          | 1905    | [ 8 ]  |
|                    | Kamppi      | Haikara    | Bulevardi 17                           | 1905    | [ 9 ]  |
|                    | Kamppi      | Haikara    | Albertinkatu 27 A                      | 1906    | [ 10 ] |
|                    | Kamppi      | Haikara    | Bulevardi 19                           | 1906    | [ 11 ] |
|                    | Kamppi      | Kalkkuna   | Fredrikinkatu 39 – Bulevardi 11        | 1903    | [ 10 ] |
| Fridborg           | Katajanokka | Lehtikuusi | Luotsikatu 3                           | 1904    | [ 12 ] |
|                    | Ullanlinna  | Salakka    | Pietarinkatu 18 – Kapteeninkatu 5      | 1904    | [ 13 ] |
| Villa Solsken      | Ullanlinna  | Särki      | Muukalaiskatu 4 – Ullankatu 3          | 1905    | [ 14 ] |
|                    | Punavuori   | Korppi     | Ratakatu 19                            | 1907    | [ 15 ] |
|                    | Punavuori   | Pelikaani  | Albertinkatu 17 – Iso Roobertinkatu 39 | 1906    | [ 16 ] |
| Ambassade d'Italie | Eira        | 218        | Tehtaankatu 32 C–D                     | 1912    | [ 17 ] |
| Maja               | Ullanlinna  | Karppi     | Kapteeninkatu 4–6                      | 1905    | [ 18 ] |
| Villa Ulrika       | Ullanlinna  | Särki      | Ullankatu 1                            | 1910    | [ 19 ] |
| Villa Luna         | Ullanlinna  | Särki      | Muukalaiskatu 2                        | 1910    | ,      |
|                    | Punavuori   | Pelikaani  | Uudenmaankatu 42 – Albertinkatu 19     | 1907    | [ 22 ] |
|                    | Punavuori   | Pöllö      | Iso Roobertinkatu 17–19                | 1912    | [ 23 ] |
|                    | Töölö       | Tusculum   | Töölönkatu 8 – Cygneauksenkatu 7       | 1911    |        |
| Bâtiment du NJK    | Eteläsatama | Valkosaari | Valkosaari                             | 1900    |        |